# Antigua i Barbuda na Letnich Igrzyskach Olimpijskich 1992
Antiguę i Barbudę na Letnich Igrzyskach Olimpijskich 1992 reprezentowało 13 zawodników, 9 mężczyzn i 4 kobiety.

## Kolarstwo
Mężczyźni
- Robert Peters
  - Jazda indywidualna na czas – nie ukończył
  - 4000 m na dochodzenie – nie ukończył

- Robert Marsh
  - Jazda indywidualna na czas – nie ukończył

- Neil Lloyd
  - Jazda indywidualna na czas – nie ukończył
  - 1000 m na czas – 31. miejsce
  - Jazda na punkty – nie ukończył

## Lekkoatletyka
Mężczyźni
- Kenmore Hughes
  - Bieg na 200 m – odpadł w eliminacjach
  - Bieg na 400 m – odpadł w eliminacjach

- Dale Jones
  - Bieg na 800 m – odpadł w eliminacjach

- Reuben Appleton
  - Bieg na 1500 m – odpadł w eliminacjach

Kobiety
- Heather Samuel
  - Bieg na 100 m – odpadła w eliminacjach
  - Bieg na 200 m – odpadła w eliminacjach

- Charmaine Gilgeous
  - Bieg na 400 m – odpadła w eliminacjach

## Żeglarstwo
Mężczyźni
- Ty Brodie
  - Windsurfing – 42. miejsce

- Stedroy Braithwaite
  - Finn – 27. miejsce

Kobiety
- Paola Vittoria, Carlo Falcone
  - Star – 24. miejsce

- Karen Portch
  - Europe – 23. miejsce